# Protuberancia ecuatorial
Una protuberancia ecuatorial o bulto ecuatorial es una diferencia entre los diámetros ecuatorial y polar de un planeta, debido a la fuerza centrífuga ejercida por la rotación alrededor del eje del cuerpo. Un cuerpo giratorio tiende a formar un esferoide oblato en lugar de una esfera.

## En la Tierra
La Tierra tiene una protuberancia ecuatorial de 42,77 km (26,58 mi); es decir, su diámetro medido a través del plano ecuatorial: (12 756,274 km (7926.381 mi)) es 42,77 km más que el medido entre los polos: (12 713,56 km (7899,84 mi)). Un observador que se encuentra al nivel del mar en cualquiera de los polos, por lo tanto, está 21,36 km más cerca del punto central de la Tierra que si estuviera de pie al nivel del mar en el ecuador. El valor del radio de la Tierra puede ser aproximado por el promedio de estos radios.
Como resultado del bulto ecuatorial de la Tierra, el punto más alto en la Tierra, medido desde el centro y hacia el exterior, es el pico del monte Chimborazo en Ecuador en lugar del monte Everest. Pero como el océano también se hincha, como la Tierra y su atmósfera, el Chimborazo no está tan alto sobre el nivel del mar como lo está el Everest.
La fórmula estándar para esta fuerza es la relación.  {\displaystyle F_{c}=Mv^{2}/R}. Sin embargo, la velocidad en la superficie es igual al producto del radio y la velocidad de rotación, y por lo tanto la fuerza es directamente proporcional al radio. Al ver el globo terráqueo como una serie de discos giratorios, el radio R hacia los polos disminuye y, por lo tanto, se produce una fuerza menor para la misma velocidad de rotación (acercándose a cero en el polo). Moviéndose hacia el ecuador, el término v2 aumenta mucho más rápido que R, produciendo así la mayor fuerza en el ecuador.
Además, dado que el núcleo denso de la Tierra está incluido en el disco de sección transversal en el ecuador, contribuye más a la masa del disco. Del mismo modo, hay una protuberancia en la envoltura de agua de los océanos que rodean la Tierra; esta protuberancia es creada por la mayor fuerza centrífuga en el ecuador y es independiente de las mareas. El nivel del mar en el ecuador es 21,36 km más alto que en cualquier polo, en términos de distancia desde el centro del planeta.

## El equilibrio como un balance de energías

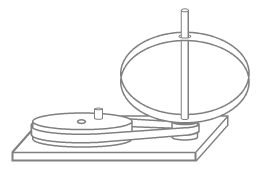
Fijado a la barra vertical hay una banda de metal de resorte. Cuando está estacionario, la banda de metal del resorte es de forma circular. La parte superior de la banda de metal puede deslizarse a lo largo de la barra vertical. Cuando se gira, la banda de metal de resorte se abomba en su ecuador y se aplana en sus polos en analogía con la Tierra.

La gravedad tiende a contraer un cuerpo celeste en una esfera, la forma para la cual toda la masa está lo más cerca posible del centro de gravedad. La rotación provoca una distorsión de esta forma esférica; Una medida común de la distorsión es el aplanamiento (a veces llamado elipticidad u oblatenidad), que puede depender de una variedad de factores que incluyen el tamaño, la velocidad angular, la densidad y la elasticidad.
Para familiarizarse con el tipo de equilibrio involucrado, imagine a alguien sentado en una silla giratoria girando, con pesos en sus manos. Si la persona en la silla tira de las pesas hacia ellos, está haciendo un trabajo y su energía cinética de rotación aumenta. El aumento de la velocidad de rotación es tan fuerte que a la velocidad de rotación más rápida la fuerza centrípeta requerida es mayor que con la velocidad de rotación inicial.
Algo análogo a esto ocurre en la formación de planetas. La materia primero se une en una distribución en forma de disco que gira lentamente, y las colisiones y la fricción convierten la energía cinética en calor, lo que permite que el disco se auto-gravite en un esferoide muy oblato.
Mientras el protoplaneta aún esté demasiado oblato para estar en equilibrio, la liberación de la energía potencial gravitatoria en la contracción continúa impulsando el aumento de la energía cinética rotacional. A medida que avanza la contracción, la tasa de rotación sigue subiendo, por lo tanto, la fuerza necesaria para una contracción adicional sigue subiendo. Hay un punto en el que el aumento de la energía cinética rotacional en una contracción adicional sería mayor que la liberación de energía potencial gravitatoria. El proceso de contracción solo puede avanzar hasta ese punto, por lo que se detiene allí.
Mientras no haya equilibrio, puede haber convección violenta, y mientras haya convección violenta, la fricción puede convertir la energía cinética en calor, drenando la energía cinética de rotación del sistema. Cuando se alcanza el estado de equilibrio, cesa la conversión a gran escala de energía cinética a calor. En ese sentido, el estado de equilibrio es el estado más bajo de energía que se puede alcanzar.
La velocidad de rotación de la Tierra sigue disminuyendo, aunque gradualmente, en aproximadamente dos milésimas de segundo por rotación cada 100 años. Las estimaciones de la velocidad de rotación de la Tierra en el pasado varían, porque no se sabe exactamente cómo se formó la luna. Las estimaciones de la rotación de la Tierra hace 500 millones de años son alrededor de 20 horas modernas por "día".
El índice de la Tierra de la rotación está muy pronto debido a las interacciones con la Luna y el Sol. Desde las partes sólidas de la Tierra son los dúctiles, la Tierra, el bulto ecuatorial han estado en decrecimiento en el paso con la disminución en el índice de rotación.

## Diferencias en aceleración gravitacional

Las fuerzas en juego en el caso de un planeta con una protuberancia ecuatorial debido a la rotación.
Flecha roja: gravedad,
flecha Verde: la fuerza normal,
flecha Azul: la fuerza resultante
La fuerza resultante proporciona la fuerza centrípeta requerida. Sin esta fuerza centrípeta, los objetos sin fricción se deslizarían hacia el ecuador.
En los cálculos, cuando se usa un sistema de coordenadas que gira conjuntamente con la Tierra, el vector de la fuerza centrífuga nocional apunta hacia afuera, y es tan grande como el vector que representa la fuerza centrípeta.

Debido a la rotación de un planeta alrededor de su propio eje, la aceleración gravitacional es menor en el ecuador que en los polos. En el siglo XVII, tras la invención del reloj de péndulo, los científicos franceses descubrieron que los relojes enviados a la Guayana Francesa, en la costa norte de América del Sur, eran más lentos que sus equivalentes exactos en París. Las mediciones de la aceleración debida a la gravedad en el ecuador también deben tener en cuenta la rotación del planeta. Cualquier objeto que sea estacionario con respecto a la superficie de la Tierra está siguiendo una trayectoria circular, que circunvala alrededor del eje de la Tierra. Tirar de un objeto en una trayectoria circular de este tipo requiere una fuerza. La aceleración que se requiere para circunnavegar el eje de la Tierra a lo largo del ecuador en una revolución por día sideral es de 0,0339 m/s². Proporcionar esta aceleración disminuye la aceleración gravitacional efectiva. En el ecuador, la aceleración gravitacional efectiva es 9,7805 m/s². Esto significa que la verdadera aceleración gravitacional en el ecuador debe ser 9,8144 m/s² (9,7805 + 0,0339 = 9,8144).
En los polos, la aceleración gravitatoria es 9,8322 m/s². La diferencia de 0,0178 m/s² entre la aceleración gravitacional en los polos y la verdadera aceleración gravitacional en el ecuador se debe a que los objetos ubicados en el ecuador están aproximadamente 21 km más alejados del centro de masa de la Tierra que en los polos, que corresponde A una menor aceleración gravitacional.
En resumen, hay dos contribuciones al hecho de que la aceleración gravitacional efectiva es menos fuerte en el ecuador que en los polos. Alrededor del 70 % de la diferencia se debe al hecho de que los objetos circunnavegan el eje de la Tierra, y alrededor del 30 % se debe a la forma no esférica de la Tierra.
El diagrama ilustra que, en todas las latitudes, la aceleración gravitacional efectiva se reduce por el requisito de proporcionar una fuerza centrípeta; El efecto decreciente es más fuerte en el ecuador.

## Órbitas de satélite
El hecho de que el campo gravitatorio de la Tierra se desvíe ligeramente de ser esféricamente simétrico también afecta a las órbitas de los satélites a través de las precesiones orbitales seculares. Dependen de la orientación del eje de simetría de la Tierra en el espacio inercial y, en el caso general, afectan a todos los elementos orbitales de Kepler, con la excepción del semieje mayor. Si el eje z de referencia del sistema de coordenadas adoptado está alineado a lo largo del eje de simetría de la Tierra, entonces solo la longitud del nodo ascendente Ω, el argumento del periastro ω y la anomalía media M se someten a precesiones seculares
tales perturbaciones, que se utilizaron anteriormente para cartografiar el campo gravitatorio de la Tierra desde el espacio puede desempeñar un papel perturbador relevante cuando se usan satélites para hacer pruebas de relatividad general. porque los efectos relativistas mucho más pequeños son cualitativamente indistinguibles de las perturbaciones impulsadas por la oblatenidad.

## Otros cuerpos celestiales
En general, cualquier cuerpo celeste que esté girando (y que sea lo suficientemente grande como para dibujarse en forma esférica o casi esférica) tendrá una protuberancia ecuatorial que coincidirá con su velocidad de rotación. Saturno es el planeta con la mayor protuberancia ecuatorial en el sistema solar de la Tierra (11  808 km, 7337 millas).
La siguiente es una tabla de la protuberancia ecuatorial de algunos cuerpos celestes principales del sistema solar:
| Cuerpo  | Diámetro ecuatorial | Diámetro polar | Bulto ecuatorial | Relación de aplanamiento |
| ------- | ------------------- | -------------- | ---------------- | ------------------------ |
| Tierra  | 12 756.27 km        | 12 713.56 km   | 42.77 km         | 1:298 2575               |
| Marte   | 6805 km             | 6754.8 km      | 50.2 km          | 1:135.56                 |
| Ceres   | 975 km              | 909 km         | 66 km            | 1:14.77                  |
| Júpiter | 143 884 km          | 133 709 km     | 10 175 km        | 1:14.14                  |
| Saturno | 120 536 km          | 108 728 km     | 11 808 km        | 1:10.21                  |
| Urano   | 51 118 km           | 49 946 km      | 1172 km          | 1:43.62                  |
| Neptuno | 49 528 km           | 48 682 km      | 846 km           | 1:58.54                  |

Las protuberancias ecuatoriales no deben confundirse con las crestas ecuatoriales. Las crestas ecuatoriales son una característica de al menos tres de las lunas de Saturno: la luna grande de Iapetus y las lunas diminutas Atlas, Pan y Daphnis. Estas crestas siguen de cerca los ecuadores de las lunas. Las crestas parecen ser exclusivas del sistema de Saturno, pero no se sabe si las ocurrencias están relacionadas o son una coincidencia. Los tres primeros fueron descubiertos por la sonda Cassini en 2005; la cresta de Daphnean se descubrió en 2017. La cresta de Iapetus tiene casi 20 km de ancho, 13 km de altura y 1300 km de longitud. La cresta en Atlas es proporcionalmente aún más notable dado el tamaño mucho más pequeño de la luna, lo que le da una forma de disco. Las imágenes de Pan muestran una estructura similar a la de Atlas, mientras que la de Daphnis es menos pronunciada.

## Expresión matemática
El coeficiente de aplanamiento f para la configuración de equilibrio de un esferoide autoligitado, compuesto por un fluido incompresible de densidad uniforme, que gira de manera constante alrededor de algún eje fijo, para una pequeña cantidad de aplanamiento, se aproxima a{\displaystyle f}
{\displaystyle f={\frac {a_{e}-a_{p}}{a}}={5 \over 4}{\omega ^{2}a^{3} \over GM}={15\pi  \over 4}{1 \over GT^{2}\rho }}
{\displaystyle a_{p}=a{\bigg (}1-{2f \over 3}{\bigg )}}{\displaystyle a}{\displaystyle \omega ={2\pi  \over T}}{\displaystyle T}{\displaystyle G}{\displaystyle M\simeq {4 \over 3}\pi \rho a^{3}}{\displaystyle \rho }
Donde {\displaystyle {a_{e}}=a{\Bigl (}1+{\frac {f}{3}}{\Bigl )}}y {\displaystyle {a_{p}}=a{\Bigl (}1-{\frac {2f}{3}}{\Bigl )}}Son respectivamente el radio ecuatorial y polar. {\displaystyle a} es el radio medio, {\displaystyle w=\left({\frac {2\pi }{T}}\right)} Es la velocidad angular, T es el periodo de rotación , G es la constante gravitacional universal, {\displaystyle M\simeq {\frac {4}{3}}\pi \rho a^{3}}es la masa corporal total, y {\displaystyle \rho } es la densidad del cuerpo.